# Arhitektura
Arhitektura (Latinski „architectura“, od starogrčke složenice „arkitekton“, ὰρχιτεκτονική, od ὰρχι glavni i Τεκτονική graditelj) u užem smislu je znanost i umjetnost projektiranja i oblikovanja zgrada i drugih građevina. Arhitekt je osoba koja se bavi arhitekturom. Pojam "arhitektura" se također koristi za proizvode arhitektonske djelatnosti, npr. arhitektura Novog Zagreba ili arhitektura Dioklecijanove palače.

## Arhitekt
Arhitekt se bavi planiranjem i projektiranjem zgrada i drugih građevina, te sudjeluje u nadzoru i vođenju izgradnje istih. Arhitekt osmišlja građevine s obzirom na kontekst i program, razmatrajući pri tom masu, formu, volumen, prostor, teksturu, strukturu, svijetla i sjene, materijale i pragmatične poput troškova, konstruktivnih i tehnoloških ograničenja da bi došao do praktičnog, ekonomičnog i po mogućnosti umjetničkog arhitektonskog djela.

## Razlika između arhitekture i građevinarstva
Razlika između arhitekture i građevinarstva često je bila predmet kontroverze. 
Nikolaus Pevsner, europski povjesničar iz prve polovice 20. stoljeća, rekao je: "Garaža za bicikle je građevina, katedrala u Lincolnu je arhitektonsko djelo". Danas je razlika prilično nejasna. Bernard Rudofsky je u slavnom djelu "Arhitektura bez arhitekata" svrstao u arhitekturu čitav niz građevina koje dizajniraju amateri. Što se više vraćamo u prošlost, to je veće slaganje oko onoga što spada u arhitekturu, s obzirom na to da vrijeme izoštri razlike. 
Ako poput Vitruvija smatramo da je arhitektura sva dobra izgradnja, znači li to da loša arhitektura ne postoji? Kako bi se problem riješio, pogotovo s obzirom na golem broj građevina u današnjem svijetu, možemo definirati arhitekturu kao ono što rade arhitekti. Tako bi se naglasak stavio na razvitak arhitekture i arhitekata.
Prije se smatralo kako je arhitektura umjetnost, a građevina inženjerstvo. Danas je takva podjela neodrživa, jer koliko je svaka građevina jedinstvena, toliko više dolazi do izražaja nužnost suradnje inženjera i arhitekata, koliko je važna čvrstoća i sigurnost građevine, toliko je bitna njena funkcionalnost i estetika, a sve u svrhu korisnosti i uporabivosti kao konačnog cilja. 
Danas se pojam arhitektura najviše odnosi na visokogradnju, urbanizam i sl.
U jednom se smjeru odvija građenje zgrada. Zgrade se ističu svojim glavnim dijelovima iznad zemlje, grade se dakle u vis, pa se građenje zgrada često naziva visokogradnja. Visokogradnja je doslovni prijevod starogrčke riječi architectura (arhitektura) koja je internacionalizirana. Građenje zgrada se kod nas naziva i zgradarstvo, ali je arhitektura najuobičajeniji.
S druge strane imamo gradnju prometnica (ceste, željeznice, mostovi, tuneli) i hidrotehničkih građevina (vodovod, kanalizacija, hidrotehničke regulacije, melioracije, iskorištavanje vodnih snaga te plovnost rijeka i kanala) spomenuti se objekti grade uglavnom pri samom tlu, iako nije pravilo. Takvo se građenje često naziva niskogradnja običajniji je naziv građevinarstvo.

## Arhitektura kao umjetnost
Arhitektura je umjetnost oblikovanja prostora volumenom. Ona je likovna umjetnost koja ima praktičnu namjenu – zaštita od prirodnih nepogoda (kiša, vjetar, snijeg …), hladnoće ili vreline. Građevina izvana tvori volumen (kao skulptura), dakle ima raspored i odnos masa, odnos punog i praznog, zatvorenog i otvorenog, svojstva građe, osobitosti obrade površina, obojenost itd. Uz tri dimenzije – širinu, visinu i dubinu, arhitektura uključuje i četvrtu dimenziju – vrijeme, tj. kretanje potrebno da se arhitektura "doživi" sa svih strana, iznutra i izvana! Osobit je i prostor unutrašnjosti arhitekture koji je potrebno promatrati neodvojeno od vanjskog omotača. 
Raspored i organizaciju prostora, veličinu pojedinih prostora i njihove veze, možemo spoznati tek iz arhitektonskih nacrta ili snimaka. Oni moraju biti pravilni i "u mjerilu", tj. da svaka mjera u nacrtu odgovara mjeri u naravi u nekom omjeru (1:100, 1:50 …). Jedini način da doživimo arhitekturu kroz slike je da složimo jedinstven doživljaj o građevini iz slika pročelja (nacrt), bočnih strana (bokocrt), unutarnjeg prostora odozgo (tlocrt) ili ponajbolje  presjekom građevine.
Kada govorimo o proporcijama, nešto može biti malo, veliko ili skladno. Npr. građevine rađene za čovjeka, po nekim ljudskim mjerama, grobni humak je minijaturan, egipatske piramide su hiperdimenzionirane, a grčki hram je skladan. Grci su gradili skladnu arhitekturu jer su za mjerenje koristili mjere preuzete iz veličine dijelova ljudskog tijela po kojima su i nazvane: palac – dlan – pedalj – lakat – ruka – korak itd. Zato, kad pogledamo grčku arhitekturu, u svim tim širinama i dužinama, mi nesvjesno vidimo nešto što nam je "slično" i zato nam se to sviđa. Primjenjujući ljudske mjere (antropometričke, prema grčkom antropos = čovjek) i omjere ili rabeći ih suprotno, može se svjesno i namjerno sagraditi građevina u kojoj ćemo se osjećati dobro i ugodno, ili u kojoj ćemo se osjećati "malenima" ili "izgubljenima". Upravo takav je odnos grčkog hrama ili renesansnog ljetnikovca, naspram egipatskom hramu ili, recimo, suvremenom muzeju žrtava holokausta u Berlinu.
U povijesti čovječanstva – graditeljstvo se javilo poslije slikarstva i kiparstva, tek u mlađem kamenom dobu. Ali, neke od prvih građevina su toliko mudro građene da su ostale u neprekidnoj primjeni do danas (Istarska bunja, eskimski iglu …). Graditeljstvo prema uporabljenoj građi usklađuje i razvija odgovarajuće tehnike gradnje (kao suhozid, opeka, beton ...) i vrste konstrukcija (npr. arkada, kupola, svod, ...) ovisno o materijalima i njihovom vezivu.
Arhitektura se temeljno dijeli na: 
- profanu (svjetovnu) arhitekturu; U profanoj se bitno razlikuju stambena i društvena arhitektura.
- sakralnu (religijsku) arhitekturu
- fortifikacijsku (utvrdnu) arhitekturu

No, podjelu arhitekture ne treba shvatiti kruto, jer su se kroz povijest javljale građevine kojima je funkcija pomiješana. Takve su npr.: Dvorac-tvrđava u Velikom Taboru koji je ujedno i kuća za stanovanje obitelji Ratkaj, ili crkva Vrboska na otoku Hvaru (16. st.) koja je ujedno i tvrđava za obranu od Turskih gusara

## Materijali i konstrukcije
Kamen je jedan od najstarijih građevnih materijala, a može biti klesan u pravilne kvadre, djelomično obrađen, namjerno grubo klesan (rustika), lomljen ili neobrađen. Drvo se većinom koristilo u obliku greda (vertikalnih i horizontalnih), mosnica i dasaka. Još jedan drevni materijal je opeka (zemlja ili glina iz kalupa pečena ili sušena na suncu). Ovim tradicionalnim materijalima nastajale su građevine koje su imale bočne volumene - nosači (zid, stup i stub, greda i luk) i gornje volumene - teret (krov, strop i svod, te kupola), a oblik je ovisio o njihovim različitim rješenjima.
Tisućama godina gradnja se služila kamenom, drvetom i opekom, a onda se s industrijskom revolucijom u 19. st. uvode metalne konstrukcije i armirani beton (beton preko kostura od čeličnih šipki). Tada se počinje uvelike koristiti i staklo, ne samo za ispunjavanje prozora, nego i kao građevni element pročelja. Metalnom konstrukcijom uveden je potpuno nov način gradnje: dijelovi po mjeri napravljeni u tvornici se povezuju u cjelinu spajanjem ili montažom. 
Kao što je 19. st. obilježeno čeličnim konstrukcijama tako se u 20. st. najviše gradilo armirano-betonskim konstrukcijama. Nasuprot tradicijskoj gradnji, kad kuća raste postupno, armirano-betonsku se građevinu gradi u dvije faze: najprije se postavi kostur od uspravnih nosača (poput stubova) i vodoravnih ploča (strop ili kat), a onda se iznutra podižu pregradni zidovi, izvana se postavlja staklena (ili neka druga) ovojnica.

## Povijest arhitekture
Čovjek prvo počinje razvijati profanu arhitekturu i to stambenu. U prethistoriji grade se zemunice (jama pokrivena šibljem) ili sojenice (brvnare na obalama). To su jednoćelijske kuće (jedinicu prostora u kući nazivamo ćelija) s ognjištem i prostorom za spavanje. 
U antičkoj Grčkoj poznajemo dvoćelijsku kuću kojoj je prva prostorija bila za goste (megaron), a povučenija za žene i djecu. Rimljani razvijaju kuću s kvadratičnim dvorištem okruženo hodnicima i trijemovima (atrij), uokolo kojeg se nižu sobe. Najstariji tekst o arhitekturi kao grani ljudske djelatnosti jest O Arhitekturi (De Architectura) latinskog autora Vitruvija, koji kaže da se arhitektura zasniva na skladu i ravnoteži tri načela: Ljepote (Venustas), Čvrstoće (Firmitas) i Korisnosti (Utilitas).
U srednjem vijeku kuće se pojednostavljuju (soba iznad sobe, drveni strop i stepenice). U gotici se kuće šire na susjedne, a u renesansi se ponovno grade veće gradske kuće i palače po uzoru na antiku. Od tada stambene zgrade rastu u visinu i gradovi okupljaju veliki broj stanovnika na relativno malom prostoru. 
Od trokatnica i četverokatnica u 19. st., nastaju deseterokatnice i na kraju neboderi u 20 st. Danas je nezamislivo stanovati u domu koji nema specijalizirane prostorije (kupatilo, kuhinju, dnevni boravak ...), a veličina, raspored i veze prostorija ovise o njihovoj namjeni.
Odmah nakon kuće za sebe, ljudi su razvili građevine za svoje bogove. U sakralnu arhitekturu spadaju: hramovi, svetišta, mauzoleji (monumentalna grobne građevine), crkve, samostani, džamije ... 
Hramovi širom svijeta (od mezopotamskih visokih stepenastih hramova, ogromnih egipatskih, ili potpuno prekrivenih skulpturama u Indiji), građeni su da budu veličanstveni i bogati kako bi se bogu udobrovoljilo i navelo da posjeti ta mjesta za molitve i obrede. 
Sakralne građevine, kao najbogatije i najveće u gradu, možemo promatrati kao zrcalo društva u kojem su nastale i odraz cijele kulture jedog naroda. Tako je crkva, oduvijek, osim za vjerske obrede, služila za društvena okupljanja i bila je središte kulturnog života. Kroz srednji vijek, crkva je bila jedina galerija umjetnosti, muzej slikarstva i skulpture, jedina koncertna dvorana u gradu, školska ustanova … Ipak je prvenstveno služila duhovnim potrebama stanovnika, njihovom poimanju Boga i života. Naravno, ta shvaćanja su se mijenjala tijekom vremena, a s njima i arhitektura crkve. Tako je npr. romanička crkva (11. – 12. st.) svojim oblikovanjem odgovarala nemirnom vremenu stalnog ratovanja među feudalcima, i uopće osjećaju nesigurnosti, pa su te crkve imale što deblje i zatvorenije zidove, zvonike poput kula, uske prozore i uopće je sličila tvrđavi. A gotička crkva (13. i 14. st.) slavi veću sigurnost i snažan gospodarski razvoj gradova, obrta i trgovine. Umjesto zidova postavlja ogromne prozore, njih ispunjava slikama od komada raznobojnog stakla (vitraj).
Renesansna crkva (15. i 16. st.) poštuje načelo "Čovjek je mjerilo svih stvari", stoga ono što je dobro za čovjeka dobro je i za vjeru. Crkve su sličile na stambene građevine, možda malo raskošnije i oslanjala je se na dostignuća antike (s lukovima, kupolama, arkadama …). 
Barokna crkva (17. i 18. st.) je često ovalna, a ukrašena je tako da niječe granicu prostora i stvara privid (iluziju) da se unutrašnji prostor crkve pretače u beskrajni prostor u kojemu se sve kreće i mijenja.
Moderna crkva (20. st.) vjeruje u novo doba koje mora iznaći nov izraz. Stoga se lišava svih ustaljenih elemenata crkve (stupovi, kapitel, lukovi, ukrasni oblici …) i kao i sve u 20. st. bitno se razlikuje od cijelog prethodnog razvoja čovječanstva.
Zgrade javne i društvene namjene su najčešće veća zdanja u gradovima za različite potrebe društvene zajednice. Isprva se zdravstvena, prosvjetna, kulturna ili umjetnička djelatnost obavljala u zgradama koje se nisu razlikovale od stambenih. No, u novijoj arhitekturi ove građevine razlikujemo po namjeni: kazališne zgrade, koncertne dvorane, muzeji, galerije, kino-dvorane, stadioni, športske dvorane, domovi kulture … 
Za upravljanje gradom, od najranijih vremena razvila su se dva tipa građevina: vijećnica ili palača vladara.
Palača, ma kome pripadala, uvijek mora vršiti dvije funkcije: osigurati što udobniji život vlasniku i drugima prikazati njegovo bogatstvo i moć. 
Najranije palače su bile utvrđene visokim i debelim zidinama, pa ih nazivamo utvrdama. Svaka utvrda nosi odlike svoga vremena (u gotici visoke zidine, u renesansi zvjezdolike, u baroku s ogromnim vrtovima i bazenima …). Zanimljiv je prijelaz iz gotike u renesansu gdje visoki kvadratični zidovi utvrda postaju niski, obli, u obliku peterokuta zidovi. Razlog tomu je promjena načina ratovanja, tj. prijelaz s hladnog oružja (strijele, mačevi, koplja …) na vatreno oružje (topovi, muškete …) otkrićem baruta.

## Poveznice
- sedam svjetskih čuda
- popis hrvatskih arhitekata
- hrvatska arhitektura
- crkvena arhitektura
- romanička arhitektura
- gotička arhitektura
- barokna arhitektura
- arhitektura 20. stoljeća
- Industrijska arhitektura
- Tradicijska arhitektura

## Vanjske poveznice
- Hrvatska enciklopedija
- Arhitektonski fakultet u Zagrebu - studij arhitekture i urbanizma
- Tolomeus - art around you - VR pano
- Atlas arhitekture I
- industrijska arhitektura Hrvatska tehnička enciklopedija, portal hrvatske tehničke baštine. LZMK

- teorija i povijest arhitekture Hrvatska tehnička enciklopedija, portal hrvatske tehničke baštine. LZMK

- arhitektura Hrvatska tehnička enciklopedija, portal hrvatske tehničke baštine. LZMK